# Bror Munck
Bror Oliver Claes Munck af Fulkila, född 29 april 1857 i Kristina församling i Jönköping, död 18 juli 1935 i Oscars församling i Stockholm, var en svensk militär. Han var bror till prinsessan Ebba Bernadotte.
Munck var 1927 grundare till Munckska kåren, en svensk frikår som bildades för att värna Sverige mot ett potentiellt kommunistiskt maktövertagande.

## Utbildning och karriär
Munck var son till överste Carl Jacob Munck af Fulkila (1808–1882) och friherrinnan Henriette Ulrika Antoinetta Carolina Cederström (1819–1912). Han skrevs in som volontär vid Smålands husarregemente 20 april 1874 och tog studentexamen i Jönköping året efter. Mellan 14 juli 1876 och 16 oktober 1877 var han kadett vid Krigsskolan och utnämndes till underlöjtnant 9 november 1877. Mellan 1878 och 1879 var han elev vid Ridskolan i Strömsholm och kommenderades sedan som underlöjtnant till tjänstgöring vid Smålands husarregemente från 6 september 1881. Året efter blev han elev vid skjutskolan för infanteri- och kavalleriofficerare. 29 januari 1883 – 12 oktober 1887 tjänstgjorde han som ordonnansofficer vid andra militärdistriktet vilket omfattade Östergötlands, Jönköpings och Kalmar län..
4 februari 1887 utnämndes han till andre löjtnant och 5 september året efter till förste löjtnant. Åren 1890–1891 var Munck skvadronbefäl och lärare vid Kavalleriskolan. 17 september 1892 kommenderades Munck till ordonnansofficer hos inspektören för kavalleriet, en befattning han hade fram till 10 september 1895. Från december 1894 till april 1895 var han sekreterare i kommissionen för omarbetning av exercisreglementet för kavalleriet och utnämndes till ryttmästare 4 december 1896.
25 november 1897 – 7 oktober 1898 var han regementskvartermästare, utnämndes 4 februari 1898 till andre ryttmästare och till skvadronchef och förste ryttmästare 7 oktober 1898. År 1900 placerades han vid Generalstaben där han deltog i utarbetandet av en ny härordning. Han utsågs till chef för Kavalleriskolan 1902–1903 och utnämndes till major vid Skånska dragonregementet 22 januari 1904. Mellan 2 januari och 9 april 1906 kommenderades han åter till Generalstaben denna gång för att arbeta med revisionen av 1901 års härordning. Under perioden 15 maj – 15 augusti samma år tjänstgjorde han vid Sjunde tyska ulanregementet och Sextonde dragonregementet samt utnämndes 12 oktober 1906 till överstelöjtnant och placerades vid Livregementets dragoner. 31 januari 1908 utnämndes Munck till överste och tillförordnades som chef för Kronprinsens husarregemente. Han innehade denna befattning till 28 oktober 1910 då han blev dess ordinarie chef. Den 21 april 1913 blev han sekundchef vid Livgardet till häst och 16 oktober 1915 utnämndes han till generalmajor. Samtidigt med utnämningen blev han tillförordnad Inspektör för kavalleriet, en befattning som han hade fram till 1 januari 1916 då han blev ordinarie inspektör. Den 15 oktober 1917 utsågs han till chef för III. arméfördelningen. Den 13 oktober 1922 tog han avsked ur aktiv stat och inträdde som generallöjtnant i generalitetets reserv.
Han blev ledamot av andra klassen av Krigsvetenskapsakademien 1902 och ledamot av första klassen 1915.
Munck var vice ordförande i Svenska Ridsportens Centralförbund 1912–1928. Han ledde den svenska ridtruppen vid OS i Paris 1924.
20 oktober 1886 gifte han sig med friherrinnan Ebba Elisabeth De Geer (15 december 1863 – 20 mars 1947). Paret hade inga barn.

## Eftermäle
Bror Munck testamenterade pengar som blev grunden för två fonder.
Bror Muncks kavallerifond tilldelas det svenska kavalleriets olika regementen. Varje år delas gratifikationer ut till officerare som på olika sätt visat framåtanda i de olika regementen.
Bror Muncks ridskolefond, den andra fonden, tilldelades ridskolan vid Strömsholm för att årligen anordnade Bror Muncks Memorial, en krävande hinderlöpning till häst vid arméns rid- och körskola. Efter att skolan lades ner genomförs tävlingen istället som en fälttävlan, och då i huvudsak till fots. Den utförs i uniform med vapen och stridsutrustning. Ridning, orientering och skjutmoment ingår i tävlingen.

## Utmärkelser

### Svenska utmärkelser
- Kommendör med stora korset av Svärdsorden, 6 juni 1923.[6]
- Kommendör av första klassen av Svärdsorden, 5 juni 1915.[7]
- Kommendör av andra klassen av Svärdsorden, 6 juni 1911.[8]
- Riddare av första klassen av Svärdsorden, 1899.[9]

### Utländska utmärkelser
- Storkorset av Finlands Vita Ros’ orden, 1919.[10]
- Storofficer av Italienska kronorden, tidigast 1910 och senast 1915.[11][12]
- Kommendör av första klassen av Norska Sankt Olavs orden, tidigast 1918 och senast 1921.[13][14]
- Kommendör av Belgiska Kronorden, tidigast 1910 och senast 1915.[11][12]
- Kommendör av andra graden av Danska Dannebrogorden, 1909.[11][15]
- Riddare av andra klassen av Preussiska Röda örns orden, 1908.[15][16]
- Riddare av första klassen av Sachsen-Weimarska Vita falkens orden, senast 1905.[17]